# Diga di Manavgat
La diga di Manavgat è una diga della Turchia. Si trova nella provincia di Antalya.